# 南聖安東尼奧
南聖安東尼奧是古巴的城鎮，位於該國東南部，由關塔那摩省負責管轄，面積585平方公里，海拔高度5米，2004年人口26,509，人口密度為每平方公里45.3人。